# يوين هو تشون
يوين هو تشون (بالصينية: 袁皓俊) هو مدرب كرة قدم ولاعب كرة قدم صيني في مركز حراسة المرمى، ولد في 19 يوليو 1995 في هونغ كونغ في الصين. لعب مع نادي لي مان.

## وصلات خارجية
- يوين هو تشون على موقع قاعدة بيانات كرة القدم.إي يو (الإنجليزية)
- يوين هو تشون على موقع Soccerway.com (الإنجليزية)